# Eschiva de Ibelín
Eschiva de Ibelín (1253-1312), fue hija de Juan II de Beirut y de Alicia de la Roche, en 1282 fue proclamada señora de Beirut después de la muerte de su hermana Isabel de Ibelín.

## Matrimonio e hijos
Se casó por primera vez, en 1274, con Hunfredo de Montfort, señor de Tiro (muerto en 1284), y tuvieron cuatro hijos:
- Amalarico de Montfort (muerto en 1304)
- Rubén de Montfort (muerto en 1313)
- Alicia de Montfort
- Helvis de Montfort

Después de la muerte de Hunfredo, se volvió a casar con Guido de Lusignan, condestable de Chipre (muerto en 1303) y tuvieron dos hijos:
- Hugo IV, rey de Chipre (1293-1359)
- Isabel de Lusignan

## Caída de Beirut
En 1291, el emir Al-Shujai, un general de Jalil, se dirigió a Beirut, que solamente tenía una pequeña guarnición de soldados. Eschiva pensaba que era seguro, ya que ella había firmado una tregua con Qalawun, el padre de Jalil. Al-Shujai convocó a los comandantes de la guarnición y los detuvo, los soldados al ver a los comandantes detenidos, huyeron por mar y Beirut fue tomada por los musulmanes el 31 de julio. Al-Shujai ordenó la destrucción de sus murallas y castillos, y convirtió su catedral en una mezquita.

## Reclamo del Ducado de Atenas
En 1308, el primo de Eschiva, Guido II de la Roche, duque de Atenas, murió sin descendencia, dejando una crisis de sucesión en el ducado. Eschiva y Gualterio V de Brienne, que era el hijo de Isabel de la Roche, hermana menor de la madre de Eschiva. Dado que Atenas era un feudo del Principado de Acaya, la decisión estaba en manos de Felipe I de Tarento, príncipe de Acaya, y su soberano y hermano mayor Roberto I de Nápoles, los dos pusieron la controversia a consideración de Alta Corte de Acaya, que en 1309 se reunió en Glarentza y declaró a Gualterio de Brienne como duque de Atenas, aduciendo los motivos de que este, por ser hombre, sería el más adecuado para defender el ducado. Eschiva murió en 1312 en Nicosia y fue sepultada ahí.